# Isotopes de l'actinium
L'actinium (Ac, numéro atomique 89) comme tous les éléments de numéro atomique supérieur à celui du plomb, ne possède aucun isotope stable et aucune masse atomique standard ne peut donc lui être attribuée. Il possède 31 isotopes connus, de 206Ac à 236Ac, et six isomères. Deux isotopes sont présents dans la nature, 227Ac et 228Ac, tous deux produits de désintégration intermédiaires de, respectivement, 235U et 232Th. 228Ac est extrêmement rare et presque tout l'actinium naturel est présent sous la forme d'227Ac.
Les isotopes les plus stables sont 227Ac avec une demi-vie de 21,772 ans, 225Ac avec une demi-vie de 10,0 jours et 226Ac avec une demi-vie de 29,37 heures. Tous les autres isotopes ont une demi-vie inférieure à 10 heures et la plupart inférieure à une minute. L'isotope à la durée de vie la plus courte est 217Ac avec une demi-vie de 69 nanosecondes.
L'actinium 227 purifié est à l'équilibre avec ses produits de désintégration (227Th et 223Fr) après 185 jours.

## Isotopes notables

### Actinium 225
L'actinium 225 est un émetteur alpha considéré pour des applications en alpha-immunothérapie. Pour cet usage, sa demi-vie de 10 jours est un peu longue, et il présente l'inconvénient d'être difficile à associer à un anticorps, mais il a l'avantage de libérer quatre particules alpha au cours de sa chaîne de désintégration.
{\displaystyle \mathrm {{}_{\ 89}^{225}Ac{\xrightarrow[{9,95\ j}]{\alpha }}{}_{\ 87}^{221}Fr{\xrightarrow[{4,83\ min}]{\alpha }}{}_{\ 85}^{217}At{\xrightarrow[{32,3\ ms}]{\alpha }}{}_{\ 83}^{213}Bi{\xrightarrow[{45,58\ min}]{\beta ^{-}\ }}{}_{\ 84}^{213}Po{\xrightarrow[{4,2\ {\mu }s}]{\alpha }}{}_{\ 82}^{209}Pb{\xrightarrow[{3,25\ h}]{\beta ^{-}\ }}{}_{\ 83}^{209}Bi_{(quasistable)}} }

### Actinium 227
L'actinium 227 est historiquement associé à l'uranium, il fait partie de la chaîne de désintégration de l'uranium 235.
{\displaystyle \mathrm {{}_{\ 92}^{235}U{\xrightarrow[{7,038\times 10^{8}\ a}]{\alpha }}{}_{\ 90}^{231}Th{\xrightarrow[{25,52\ h}]{\beta ^{-}\ }}{}_{\ 91}^{231}Pa{\xrightarrow[{3,276\times 10^{4}\ a}]{\alpha }}{}_{\ 89}^{227}Ac} }
C'est l'isotope à plus longue demi-vie (21,77 ans) et il représente la quasi-totalité de l'actinium présent naturellement sur Terre.

### Actinium 228
L'actinium 228, d'une demi-vie de 6,13 h, est historiquement associé au thorium, il fait partie de la chaîne de désintégration de l'isotope majoritaire 232Th. De là son ancienne appellation, « mésothorium 2 ».
{\displaystyle \mathrm {{}_{\ 90}^{232}Th{\xrightarrow[{1,41\times 10^{10}\ ans}]{\alpha }}{}_{\ 88}^{228}Ra{\xrightarrow[{5,75\ ans}]{\beta ^{-}\ }}{}_{\ 89}^{228}Ac} }
Il joue un rôle dans la mesure du radium 228 : si on attend quatre jours que s'établisse l'équilibre 228Ra/228Ac, on peut doser le radium en établissant le spectre gamma de l'actinium, qui est plus facilement détectable par cette méthode que son isotope parent (le spectre gamma du radium 228 ne présente que des raies d'intensité inférieure à 2 % et de faible énergie, moins de 30 keV, alors que le spectre gamma de l'actinium présente trois raies facilement détectables à plus de 10 % d'intensité et d'énergie supérieure à 300 keV).

## Table des isotopes
| Symbole de l'isotope | Z (p)                | N (n)                | masse isotopique     | Demi-vie                  | Mode(s) de désintégration, | Isotope(s)-fils | Spin nucléaire |
| Symbole de l'isotope | Énergie d'excitation | Énergie d'excitation | Énergie d'excitation | Demi-vie                  | Mode(s) de désintégration, | Isotope(s)-fils | Spin nucléaire |
| -------------------- | -------------------- | -------------------- | -------------------- | ------------------------- | -------------------------- | --------------- | -------------- |
| 206Ac                | 89                   | 117                  | 206,01450(8)         | 25(7) ms                  |                            |                 | (3+)           |
| 206m1Ac              | 80(50) keV           | 80(50) keV           | 80(50) keV           | 15(6) ms                  |                            |                 |                |
| 206m2Ac              | 290(110)# keV        | 290(110)# keV        | 290(110)# keV        | 41(16) ms                 |                            |                 | (10-)          |
| 207Ac                | 89                   | 118                  | 207,01195(6)         | 31(8) ms [27(+11-6) ms]   | α                          | 203Fr           | 9/2-#          |
| 208Ac                | 89                   | 119                  | 208,01155(6)         | 97(16) ms [95(+24-16) ms] | α (99 %)                   | 204Fr           | (3+)           |
| 208Ac                | 89                   | 119                  | 208,01155(6)         | 97(16) ms [95(+24-16) ms] | β+ (1 %)                   | 208Ra           | (3+)           |
| 208mAc               | 506(26) keV          | 506(26) keV          | 506(26) keV          | 28(7) ms [25(+9-5) ms]    | α (89 %)                   | 204Fr           | (10-)          |
| 208mAc               | 506(26) keV          | 506(26) keV          | 506(26) keV          | 28(7) ms [25(+9-5) ms]    | TI (10 %)                  | 208Ac           | (10-)          |
| 208mAc               | 506(26) keV          | 506(26) keV          | 506(26) keV          | 28(7) ms [25(+9-5) ms]    | β+ (1 %)                   | 208Ra           | (10-)          |
| 209Ac                | 89                   | 120                  | 209,00949(5)         | 92(11) ms                 | α (99 %)                   | 205Fr           | (9/2-)         |
| 209Ac                | 89                   | 120                  | 209,00949(5)         | 92(11) ms                 | β+ (1 %)                   | 209Ra           | (9/2-)         |
| 210Ac                | 89                   | 121                  | 210,00944(6)         | 350(40) ms                | α (96 %)                   | 206Fr           | 7+#            |
| 210Ac                | 89                   | 121                  | 210,00944(6)         | 350(40) ms                | β+ (4 %)                   | 210Ra           | 7+#            |
| 211Ac                | 89                   | 122                  | 211,00773(8)         | 213(25) ms                | α (99,8 %)                 | 207Fr           | 9/2-#          |
| 211Ac                | 89                   | 122                  | 211,00773(8)         | 213(25) ms                | β+ (0,2 %)                 | 211Ra           | 9/2-#          |
| 212Ac                | 89                   | 123                  | 212,00781(7)         | 920(50) ms                | α (97 %)                   | 208Fr           | 6+#            |
| 212Ac                | 89                   | 123                  | 212,00781(7)         | 920(50) ms                | β+ (3 %)                   | 212Ra           | 6+#            |
| 213Ac                | 89                   | 124                  | 213,00661(6)         | 731(17) ms                | α                          | 209Fr           | (9/2-)#        |
| 213Ac                | 89                   | 124                  | 213,00661(6)         | 731(17) ms                | β+ (rare)                  | 213Ra           | (9/2-)#        |
| 214Ac                | 89                   | 125                  | 214,006902(24)       | 8,2(2) s                  | α (89 %)                   | 210Fr           | (5+)#          |
| 214Ac                | 89                   | 125                  | 214,006902(24)       | 8,2(2) s                  | β+ (11 %)                  | 214Ra           | (5+)#          |
| 215Ac                | 89                   | 126                  | 215,006454(23)       | 0,17(1) s                 | α (99,91 %)                | 211Fr           | 9/2-           |
| 215Ac                | 89                   | 126                  | 215,006454(23)       | 0,17(1) s                 | β+ (0,09 %)                | 215Ra           | 9/2-           |
| 216Ac                | 89                   | 127                  | 216,008720(29)       | 0,440(16) ms              | α                          | 212Fr           | (1-)           |
| 216Ac                | 89                   | 127                  | 216,008720(29)       | 0,440(16) ms              | β+ (7 × 10−5 %)            | 216Ra           | (1-)           |
| 216mAc               | 44(7) keV            | 44(7) keV            | 44(7) keV            | 443(7) µs                 |                            |                 | (9-)           |
| 217Ac                | 89                   | 128                  | 217,009347(14)       | 69(4) ns                  | α (98 %)                   | 213Fr           | 9/2-           |
| 217Ac                | 89                   | 128                  | 217,009347(14)       | 69(4) ns                  | β+ (2 %)                   | 217Ra           | 9/2-           |
| 217mAc               | 2012(20) keV         | 2012(20) keV         | 2012(20) keV         | 740(40) ns                |                            |                 | (29/2)+        |
| 218Ac                | 89                   | 129                  | 218,01164(5)         | 1,08(9) µs                | α                          | 214Fr           | (1-)#          |
| 218mAc               | 584(50)# keV         | 584(50)# keV         | 584(50)# keV         | 103(11) ns                |                            |                 | (11+)          |
| 219Ac                | 89                   | 130                  | 219,01242(5)         | 11,8(15) µs               | α                          | 215Fr           | 9/2-           |
| 219Ac                | 89                   | 130                  | 219,01242(5)         | 11,8(15) µs               | β+ (10−6 %)                | 219Ra           | 9/2-           |
| 220Ac                | 89                   | 131                  | 220,014763(16)       | 26,36(19) ms              | α                          | 216Fr           | (3-)           |
| 220Ac                | 89                   | 131                  | 220,014763(16)       | 26,36(19) ms              | β+ (5 × 10−4 %)            | 220Ra           | (3-)           |
| 221Ac                | 89                   | 132                  | 221,01559(5)         | 52(2) ms                  | α                          | 217Fr           | 9/2-#          |
| 222Ac                | 89                   | 133                  | 222,017844(6)        | 5,0(5) s                  | α (99 %)                   | 218Fr           | 1-             |
| 222Ac                | 89                   | 133                  | 222,017844(6)        | 5,0(5) s                  | β+ (1 %)                   | 222Ra           | 1-             |
| 222mAc               | 200(150)# keV        | 200(150)# keV        | 200(150)# keV        | 1,05(7) min               | α (88,6 %)                 | 218Fr           | high           |
| 222mAc               | 200(150)# keV        | 200(150)# keV        | 200(150)# keV        | 1,05(7) min               | TI (10 %)                  | 222Ac           | high           |
| 222mAc               | 200(150)# keV        | 200(150)# keV        | 200(150)# keV        | 1,05(7) min               | β+ (1,4 %)                 | 222Ra           | high           |
| 223Ac                | 89                   | 134                  | 223,019137(8)        | 2,10(5) min               | α (99 %)                   | 219Fr           | (5/2-)         |
| 223Ac                | 89                   | 134                  | 223,019137(8)        | 2,10(5) min               | CE (1 %)                   | 223Ra           | (5/2-)         |
| 223Ac                | 89                   | 134                  | 223,019137(8)        | 2,10(5) min               | DC (3,2 × 10−9 %)          | 209Bi 14C       | (5/2-)         |
| 224Ac                | 89                   | 135                  | 224,021723(4)        | 2,78(17) h                | β+ (90,9 %)                | 224Ra           | 0-             |
| 224Ac                | 89                   | 135                  | 224,021723(4)        | 2,78(17) h                | α (9,1 %)                  | 220Fr           | 0-             |
| 224Ac                | 89                   | 135                  | 224,021723(4)        | 2,78(17) h                | β− (1,6 %)                 | 224Th           | 0-             |
| 225Ac                | 89                   | 136                  | 225,023230(5)        | 10,0(1) j                 | α                          | 221Fr           | (3/2-)         |
| 225Ac                | 89                   | 136                  | 225,023230(5)        | 10,0(1) j                 | DC (6 × 10−10 %)           | 211Bi 14C       | (3/2-)         |
| 226Ac                | 89                   | 137                  | 226,026098(4)        | 29,37(12) h               | β− (83 %)                  | 226Th           | (1)(-#)        |
| 226Ac                | 89                   | 137                  | 226,026098(4)        | 29,37(12) h               | CE (17 %)                  | 226Ra           | (1)(-#)        |
| 226Ac                | 89                   | 137                  | 226,026098(4)        | 29,37(12) h               | α (0,006 %)                | 222Fr           | (1)(-#)        |
| 227Ac                | 89                   | 138                  | 227,0277521(26)      | 21,772(3) a               | β− (98,61 %)               | 227Th           | 3/2-           |
| 227Ac                | 89                   | 138                  | 227,0277521(26)      | 21,772(3) a               | α (1,38 %)                 | 223Fr           | 3/2-           |
| 228Ac                | 89                   | 139                  | 228,0310211(27)      | 6,15(2) h                 | β−                         | 228Th           | 3+             |
| 228Ac                | 89                   | 139                  | 228,0310211(27)      | 6,15(2) h                 | α (5,5 × 10−6 %)           | 224Fr           | 3+             |
| 229Ac                | 89                   | 140                  | 229,03302(4)         | 62,7(5) min               | β−                         | 229Th           | (3/2+)         |
| 230Ac                | 89                   | 141                  | 230,03629(32)        | 122(3) s                  | β−                         | 230Th           | (1+)           |
| 231Ac                | 89                   | 142                  | 231,03856(11)        | 7,5(1) min                | β−                         | 231Th           | (1/2+)         |
| 232Ac                | 89                   | 143                  | 232,04203(11)        | 119(5) s                  | β−                         | 232Th           | (1+)           |
| 233Ac                | 89                   | 144                  | 233,04455(32)#       | 145(10) s                 | β−                         | 233Th           | (1/2+)         |
| 234Ac                | 89                   | 145                  | 234,04842(43)#       | 44(7) s                   | β−                         | 234Th           |                |
| 235Ac                | 89                   | 146                  | 235,05123(38)#       | 40# s                     | β−                         | 235Th           | 1/2+#          |
| 236Ac                | 89                   | 147                  | 236,05530(54)#       | 2# min                    | β−                         | 236Th           |                |

1. ↑  Abréviations :
DC : désintégration par émission de cluster ;
CE : capture électronique ;
TI : transition isomérique.
2. ↑  Isotopes stables en gras.
3. ↑  Utilisé en médecine nucléaire.

### Remarques
- Il existe des échantillons géologiques exceptionnels dont la composition isotopique est en dehors de l'échelle donnée. L'incertitude sur la masse atomique de tels spécimens peut excéder les valeurs données.
- Les valeurs marquées # ne sont pas purement dérivées des données expérimentales, mais aussi au moins en partie à partir des tendances systématiques. Les spins avec des arguments d'affectation faibles sont entre parenthèses.
- Les incertitudes sont données de façon concise entre parenthèses après la décimale correspondante. Les valeurs d'incertitude dénotent un écart-type, à l'exception de la composition isotopique et de la masse atomique standard de l'IUPAC qui utilisent des incertitudes élargies.